# 马其顿行省
马其顿行省，罗马帝国元老院行省之一，设立于前146年。前148年，罗马将军昆圖斯·卡埃基利烏斯·梅特魯斯·馬其頓尼庫斯战胜马其顿王国最后一任国王安德里斯库斯，将先前建立的四个小共和国重组，之后於前146年设立马其顿行省。行省将整个马其顿的领土并入其中，还附加了伊庇鲁斯、色萨利以及部分伊利里亚、培奥尼亚和色雷斯地区。不过培奥尼亚北部的達達尼亞却并不包含其中，因为他们在罗马征服马其顿时给予了支持。

## 行政改革
3世纪末期，罗马皇帝戴克里先进行内政改革，伊庇鲁斯被拆分，4世纪，马其顿行省也被完全重组，分别成立了南部的「第一马其顿行省」和北部的「第二马其顿行省」。这些省份都由伊利里亚大区的马其顿管区管辖。公元379年东西罗马帝国分治时，被归于了东罗马帝国。

## 亚该亚
亚该亚行省起初是马其顿行省的一部分，后于公元前27年被奥古斯都拆分为独立的行省。

## 旧伊庇鲁斯

罗马帝国旧伊庇鲁斯行省、新伊庇鲁斯行省以及如今各国边界

伊庇鲁斯行省，即后来的旧伊庇鲁斯行省为位于伊庇鲁斯地区。前146至前27年间为马其顿行省的一部分，之后成为亚该亚行省的一部分。后被圖拉真皇帝设立为独立的行省。

## 新伊庇鲁斯
新伊庇鲁斯行省由戴克里先设立，在此之前，隶属于马其顿行省。底拉西乌姆为其首府。新伊庇鲁斯所对应的区域为伊利里亚部分接受希臘文化并被部分希腊化的地区。

## 第一马其顿

400年罗马帝国行省

第一马其顿行省（拉丁語：Macedonia Prima）包括了馬其頓王國大部分地区，以及今日希腊的马其顿地区，首府为提薩洛尼卡。

## 第二马其顿
第二马其顿行省（拉丁語：Macedonia Secunda/Macedonia Salutaris）领土囊括了達達尼亞以及整个培奥尼亚，即今日北馬其頓的大部分地区。斯托比曾为培奥尼亚首府，后成为第二马其顿的首府。

## 色萨利
色萨利行省位于古色萨利地区，古马其顿以南。

## 经济

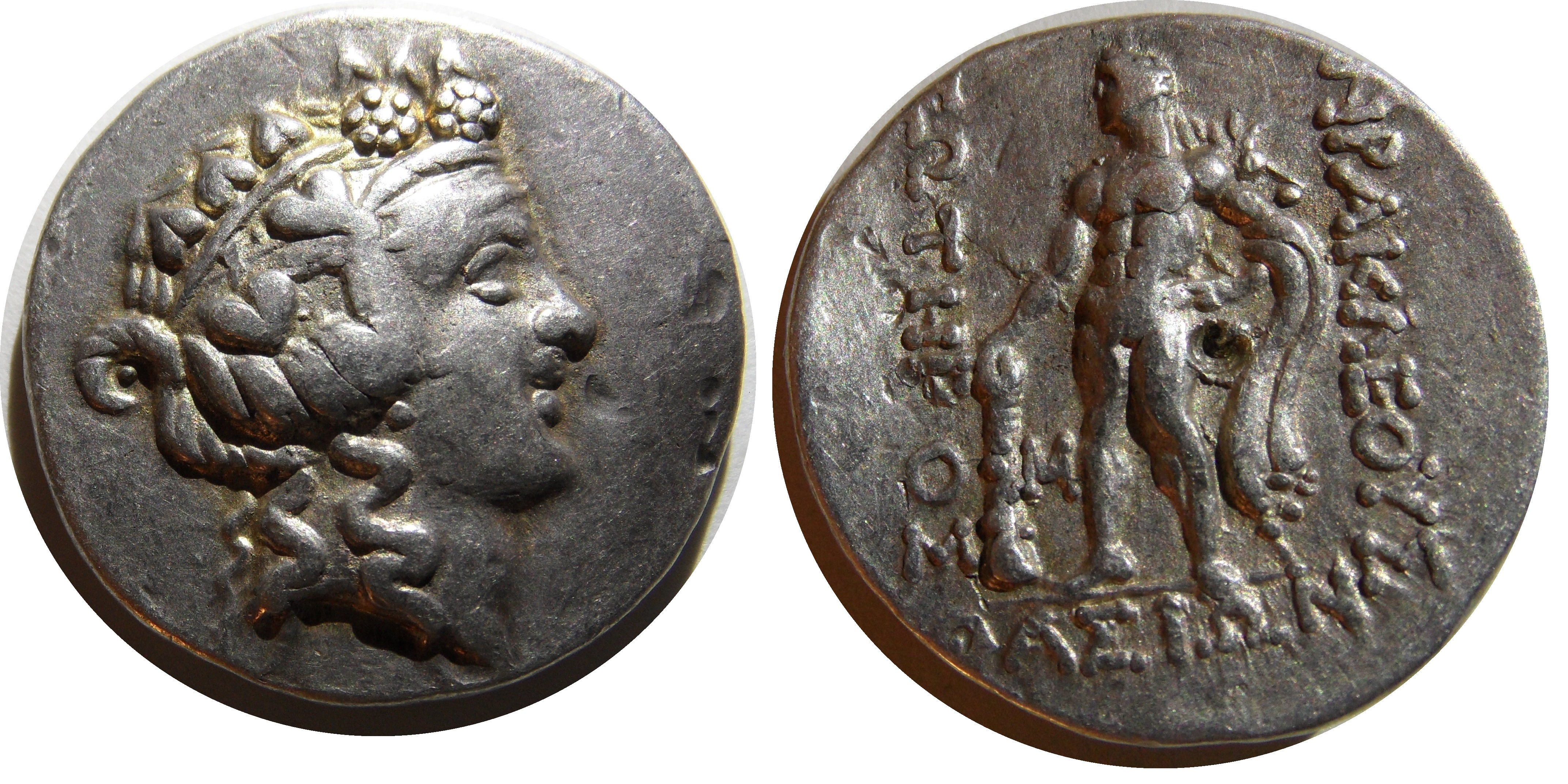
罗马统治马其顿时期的一枚四德拉克馬，铸造于前148到前80年之间，正面为狄俄倪索斯，反面为赫拉克勒斯

自奥古斯都统治起，马其顿行省一直风平浪静，繁荣富饶，尽管其经济地位不及其邻居——小亚细亚。罗马殖民地的建立以及帝国的道路系统极大刺激了经济。生活条件的改善使该地区的工匠和手工艺人数增加。石匠、矿工、铁匠等出没于各种商业和工艺活动。在整个罗马世界，希腊人也被广泛雇用为导师、教师和医生。行省出口主要为农业和畜牧业产品，但也出口铁、铜、黄金以及木材、树脂、沥青、大麻、亚麻、鱼等产品。另一财富来源为各个港口，如狄翁、佩拉、塞萨洛尼卡、卡山德里亚。